# Log, Kranjska Gora
Log je naselje v Občini Kranjska Gora.